# Liane Carroll
Liane Carroll (London, 1964. február 9. –) angol dzsesszénekesnő, zongorista.

## Pályafutása
Liane Carroll – mások mellett – dolgozott Paul McCartney-val, Gerry Rafferty-vel, Jacqui Dankworth-val, a Ladysmith Black Mambazoval.
Énekesként és billentyűsként is játszott a London Elektricity drum and bass zenekarban. Rendszeresen fellép a londoni Ronnie Scott's Jazz Clubban. Szólistaként számos albumot adott ki, például Bobby Wellinsszel, John Parricellivel és Ian Shaw-val.
Albumainak mindegyike négycsillagos kritikát kapott a The Guardianban, vagy a The Observerben.
Erőteljes és hajlékony előadóművész, Ella Fitzgerald-szerű improvizációs készségekkel és érzelmi őszinteséggel.

## Lemezek
- 1991: That's Life (Liane Carroll és Roger Carey)
- 1995: Clearly
- 1997: Dolly Bird, Ronnie Scott's Jazz House (live)
- 2002: Son of Dolly Bird, Ronnie Scott's Jazz House (live)
- 2003: Billy No Mates
- 2005: Standard Issue
- 2007: Slow Down
- 2008: Liane Live DVD
- 2008: One Good Reason
- 2008: Break Even (és John Etheridge)
- 2008: Best Standard Issue
- 2009: Live at the Lampie (és Brian Kellock)
- 2011: Up and Down, Quietmoney
- 2013: Ballads
- 2015: Seaside
- 2017: The Right to Love

## Díjak
- 2005: elnyerte a BBC díját a legjobb énekesnő kategóriában

- 2006: a legjobb énekesnő – Marston Pedigree Jazz Award
- 2008: legjobb dzsesszzenész – Jazz Musician of the Year in the Parliamentary Jazz Awards
- 2012: az év legjobb dzsesszalbuma: Up and Down
- 2016: British Academy of Songwriters, Composers and Authors (BASCA)

## Filmek
- Liane Carroll az IMDb-n